# Mendelian Inheritance in Man
Mendelian Inheritance in Man, MIM; wersja elektroniczna Online Mendelian Inheritance in Man, OMIM – baza danych o wszystkich opisanych chorobach uwarunkowanych genetycznie występujących u człowieka. Projekt ma na celu gromadzenie informacji o fenotypach chorobowych, i gdy to możliwe, genach których mutacje są wiązane z wystąpieniem określonych schorzeń.

## Historia
Baza danych Mendelian Inheritance in Man została zapoczątkowana na początku lat 60. XX wieku przez dr Victora A. McKusicka z Johns Hopkins University i systematycznie rozszerzana. Wydawano ją w formie książkowej i w latach 1966–1998 ukazało się 12 edycji tego wydawnictwa. W roku 1987 udostępniono wersję elektroniczną pod nazwą Online Mendelian Inheritance in Man™ (OMIM™), która w roku 1995 stała się dostępna w Internecie za sprawą NCBI (National Center for Biotechnology Information). Jest ona dostępna za pośrednictwem wyszukiwarki Entrez na stronie National Library of Medicine.

## Opracowywanie informacji
Informacje dostępne w bazie są zbierane i przetwarzane przez zespół naukowców kierowany przez pomysłodawcę i twórcę projektu, Victora McKusicka z Johns Hopkins University, choć ważny jest również wkład nadsyłany przez naukowców rozsianych po całym świecie. Odpowiednie artykuły są kolejno tworzone, dyskutowane i w standardowej formie udostępniane w bazie danych.

## Klasyfikacja
Każda choroba i każdy gen mają przypisany sześciocyfrowy kod. Pierwsza cyfra kodu wskazuje na typ dziedziczenia choroby albo genu. Cyfra 1 wskazuje na autosomalnie dominujący, a 2 autosomalnie recesywny typ dziedziczenia; choroby i geny związane z chromosomem X mają kod rozpoczynający się cyfrą 3. Poszczególne choroby lub geny z 12. edycji Mendelian Inheritance in Man mają przypisany sześciocyfrowy kod podany w kwadratowych nawiasach, poprzedzony lub nie gwiazdką (*). Symbol ten wskazuje na znany typ dziedziczenia choroby lub genu. Symbol # przed pozycją oznacza, że fenotyp choroby może być spowodowany mutacją w więcej niż jednym genie; przykładowo, zespół Pelizaeusa-Merzbachera [MIM*169500] jest chorobą o udowodnionym autosomalnie dominującym typie dziedziczenia spowodowanym mutacją w jednym genie. 
| Pierwsza cyfra kodu | Przedział kodów | Typ dziedziczenia                                              |
| ------------------- | --------------- | -------------------------------------------------------------- |
| 1                   | 100000-199999   | Autosomalnie dominujące (pozycje utworzone przed 15 maja 1994) |
| 2                   | 200000-299999   | Autosomalnie recesywne (pozycje utworzone przed 15 maja 1994)  |
| 3                   | 300000-399999   | Związane z chromosomem X                                       |
| 4                   | 400000-499999   | Związane z chromosomem Y                                       |
| 5                   | 500000-599999   | Związane z genomem mitochondrialnym                            |
| 6                   | 600000-         | Autosomalne (pozycje utworzone po 15 maja 1994)                |

## Statystyki
| Kategoria                                                                                    | Autosomalne | Związane z X | Związane z Y | Mitochondrialne | Wszystkie |
| -------------------------------------------------------------------------------------------- | ----------- | ------------ | ------------ | --------------- | --------- |
| * Geny o znanej sekwencji                                                                    | 11098       | 508          | 48           | 37              | 11692     |
| + Geny o znanej sekwencji i wywoływanym fenotypie                                            | 350         | 31           | 0            | 0               | 381       |
| # Znany fenotyp i podstawy molekularne                                                       | 1941        | 179          | 2            | 26              | 2148      |
| % Znany fenotyp choroby o dziedziczeniu mendlowskim lub locus, nieznane podstawy molekularne | 1462        | 133          | 4            | 0               | 1599      |
| Inne, głównie fenotypy o przypuszczalnym dziedziczeniu mendlowskim                           | 1983        | 143          | 2            | 0               | 2128      |
| Razem                                                                                        | 16834       | 994          | 56           | 63              | 17948     |

## Wyszukiwanie informacji
Wyszukiwanie informacji w OMIM można przeprowadzać według: numeru MIM, nazwy choroby, nazwy genu, a także zapytaniach języka naturalnego (po angielsku).
W haśle chorób genetycznych w bazie OMIM zawarte są m.in. następujące informacje:
- synonimy (nazw genu lub choroby),
- opis schorzenia,
- podsumowanie kliniczne,
- rodzaj dziedziczenia,
- informacje cytogenetyczne,
- lokalizacja chromosomalna,
- rozpoznanie,
- patogeneza,
- zmienność genetyczne,
- piśmiennictwo.

Podane są także linki do różnych bioinformatycznych baz danych.